# (6388) 1989 WL1
(6388) 1989 WL1 (1989 WL1, 1964 VW2, 1972 TZ5, 1993 UK3) — астероїд головного поясу, відкритий 25 листопада 1989 року.
Тіссеранів параметр щодо Юпітера — 3,371.